# NSU-Prozess

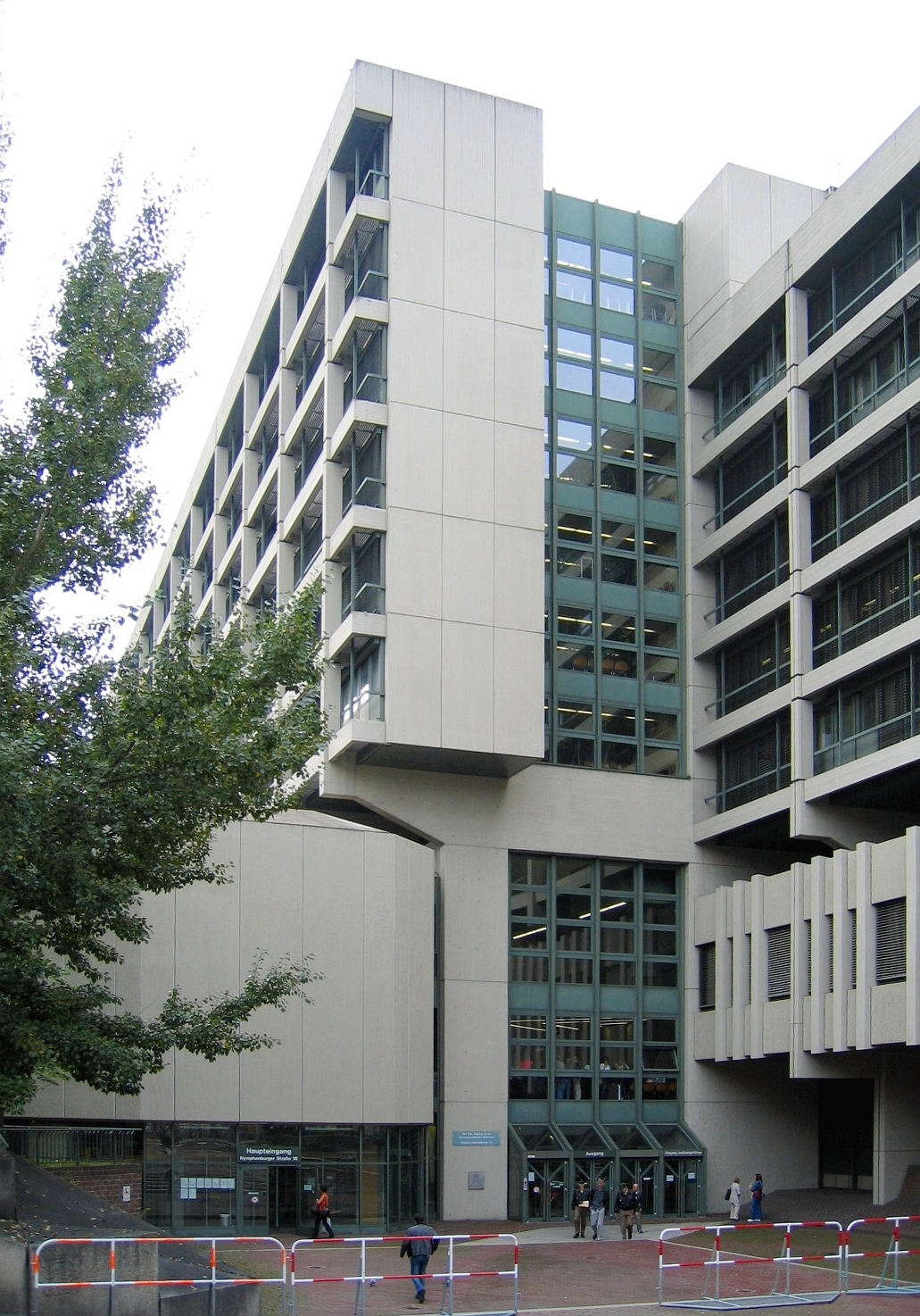
Der Ort des Prozesses: Das Strafjustizzentrum in der Nymphenburger Straße 16 in München

Der NSU-Prozess war das Strafverfahren gegen fünf Personen, die angeklagt wurden, an den Taten der rechtsextremen Terrorgruppe Nationalsozialistischer Untergrund (NSU) beteiligt gewesen zu sein, darunter neun Morden an Migranten, einem Polizistenmord, zwei Sprengstoffanschlägen und 15 Raubüberfällen sowie insgesamt 43 Mordversuchen.
Die Hauptverhandlung fand ab dem 6. Mai 2013 unter dem Vorsitz von Manfred Götzl vor dem 6. Strafsenat des Oberlandesgerichts München mit über hundert Beteiligten statt. Die Plädoyers begannen am 27. Juli 2017, dem 375. Verhandlungstag, das Urteil wurde am 11. Juli 2018 verkündet, dem 438. Verhandlungstag, es wurde am 21. April 2020 zugestellt. 
Das Urteil verhängte gegen Beate Zschäpe, die Lebensgefährtin der beiden ausführenden Täter Uwe Böhnhardt und Uwe Mundlos, wegen Mittäterschaft bei deren Taten und Mitgliedschaft in der terroristischen Vereinigung NSU sowie schwerer Brandstiftung eine lebenslange Freiheitsstrafe. Ralf Wohlleben, Carsten Schultze, Holger Gerlach und André Eminger wurden wegen verschiedener Beihilfehandlungen zu Freiheitsstrafen zwischen zehn und zweieinhalb Jahren verurteilt. 
Das Urteil gegen Schultze erlangte am 17. Januar 2019 als erstes Rechtskraft, da der Angeklagte seine Revision zurücknahm. Mit zwei Beschlüssen vom 12. August 2021 wurden die Revisionen der Angeklagten Zschäpe, Wohlleben und Gerlach verworfen; bei Zschäpe unter geringfügiger Änderung des Schuldspruchs, die nichts an der gegen sie verhängten lebenslangen Freiheitsstrafe änderte. Im Fall Eminger wurden nach einer Hauptverhandlung am 2. Dezember 2021 die Revisionen des Angeklagten und des Generalbundesanwalts mit Urteil vom 15. Dezember 2021 verworfen (siehe #Urteil am Ende).

## Prozessrahmen

### Gerichtsort und Kosten

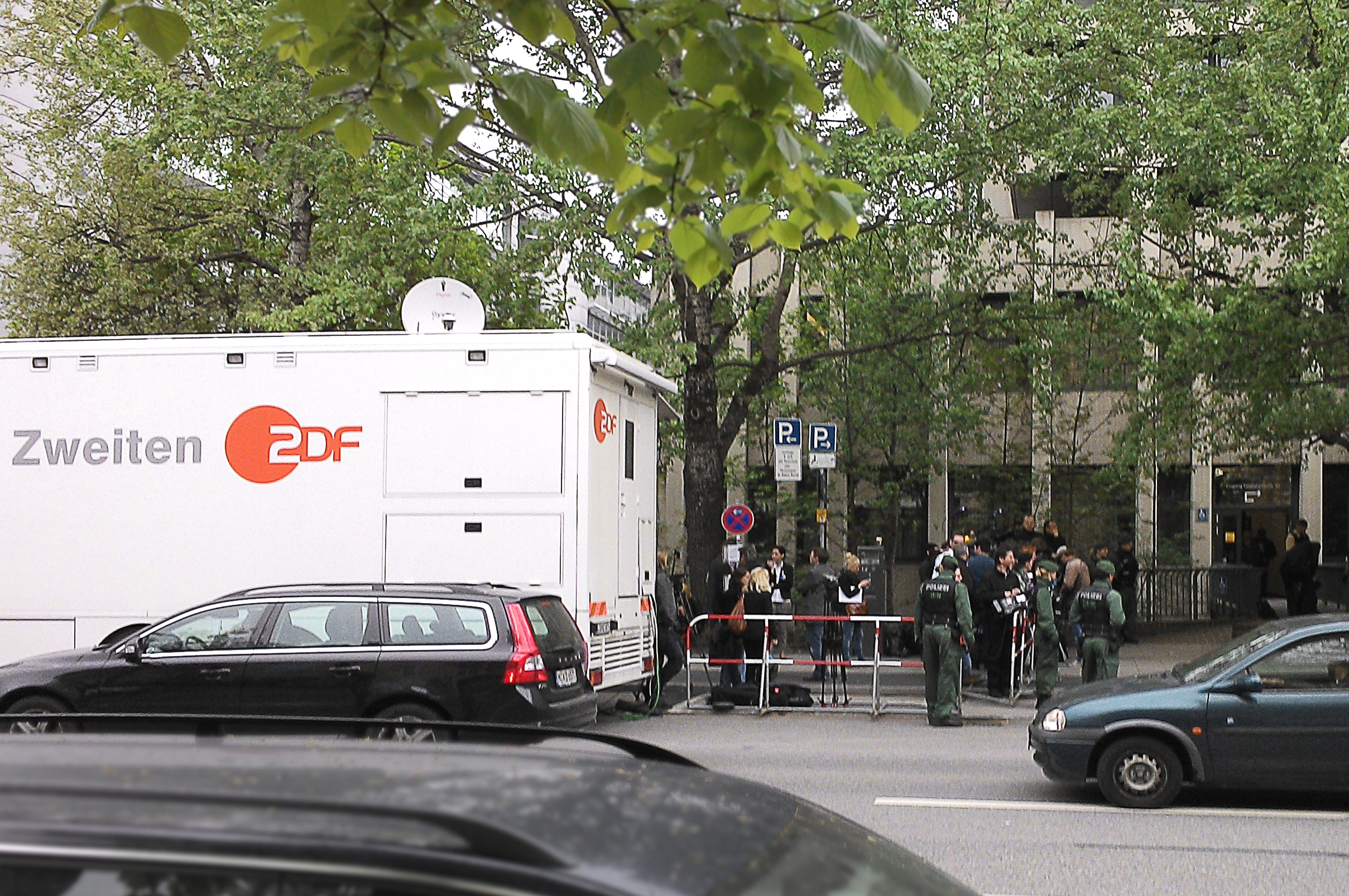
Sicherheitsvorkehrungen und Medieninteresse am Tag des Prozessbeginns vor dem Eingang für die Nebenkläger

Der Gerichtsstand befand sich in München, da der NSU fünf Morde in Bayern verübt hatte und das Oberlandesgericht München über einen Staatsschutzsenat verfügt, den hier zuständigen 6. Strafsenat. Die Hauptverhandlung fand im Strafjustizzentrum in der Nymphenburger Straße 16, Nähe Stiglmaierplatz, in München-Neuhausen-Nymphenburg statt (). Der Gerichtssaal A 101, mit 250 Sitzen der größte der Münchner Justiz, wurde aus Sicherheits- und Kapazitätsgründen umgebaut. Zusätzliche Räume und Sicherheitskontrollen wurden eingerichtet, die Plätze der Nebenkläger mit Mikrofonen versehen. Eine in deutschen Gerichten unübliche Simultandolmetscheranlage wurde eingebaut; die Aussagen der Nebenkläger wurden für Besucher und Pressevertreter auf Leinwände projiziert. Auf dem Vorplatz wurde für Besucher ein gesicherter Wartebereich eingerichtet. Durchschnittlich kamen an jedem Verhandlungstag 57 Besucher, schätzungsweise 24.500 bis Mai 2018.
Im Mai 2018 wurden die Kosten für das Verfahren auf 28 Millionen Euro geschätzt, davon etwa 23 Millionen an Anwaltsgebühren und 1,25 Millionen für die Herrichtung des Gerichtssaals sowie 2,7 Millionen Verwaltungskosten, etwa für Sanitäter und Sicherheitsdienst. Im Oktober 2018 nannte der Oberlandesgerichts-Präsident Peter Küspert ausschließlich des Ermittlungsverfahrens Kosten von 30 bis 37 Millionen Euro.

### Angeklagte
Angeklagt waren Zschäpe und vier Unterstützer. Zschäpe musste sich unter anderem wegen Mittäterschaft in zehn Mordfällen, besonders schwerer Brandstiftung und Gründung und Mitgliedschaft in einer terroristischen Vereinigung verantworten.
Den weiteren Angeklagten wurde vorgeworfen:
- Ralf Wohlleben (früherer NPD-Funktionär): Beihilfe zum neunfachen Mord durch Beschaffung der Tatwaffe,
- Carsten Schultze: Beihilfe zum neunfachen Mord durch Beschaffung der Tatwaffe,
- André Eminger (Brigade Ost): Beihilfe zu einem Sprengstoffanschlag, zum Raub und wegen Unterstützung einer terroristischen Vereinigung in je zwei Fällen,
- Holger Gerlach: Unterstützung einer terroristischen Vereinigung in drei Fällen.

Seit ihrer Festnahme befanden sich Zschäpe (8. November 2011) und Wohlleben (29. November 2011) in Untersuchungshaft. Ab dem 13. September 2017 war auch Eminger wegen des hohen Strafmaßes, das die Bundesanwaltschaft für ihn forderte, in Haft. Die beiden Letzteren wurden nach der Urteilsverkündung aus der Haft entlassen. Zu möglichen weiteren NSU-Mitgliedern und Unterstützern laufen zehn gesonderte Ermittlungsverfahren (siehe Überprüfung weiterer Straftaten).

### Richter
Das Gericht war mit fünf Berufsrichtern und drei Ergänzungsrichtern besetzt. Vorsitzender Richter war Manfred Götzl. Er hatte zuvor Verfahren wie den Mordfall Rudolph Moshammer und das Verfahren gegen den Kriegsverbrecher Josef Scheungraber geleitet. Danach wurde er im Dezember 2018 erster Vizepräsident des drei Monate zuvor wieder eingerichteten Bayerischen Obersten Landesgerichts (BayObLG).
Die weiteren Richter waren:
- Peter Lang (Beisitzer, Berichterstatter im Verfahren),
- Konstantin Kuchenbauer (Beisitzer, Berichterstatter im Verfahren),
- Michaela Odersky (Beisitzerin),
- Axel Kramer (zunächst Ergänzungsrichter, nach dem Ausscheiden von Gabriele Feistkorn Beisitzer),
- Renate Fischer (zunächst Beisitzerin, im Sommer 2014 an den Bundesgerichtshof berufen),
- Peter Prechsl (Ergänzungsrichter).

### Bundesanwaltschaft und Nebenklage
Der anklagende Generalbundesanwalt beim Bundesgerichtshof entsandte anfangs vier, später drei Vertreter. Bundesanwalt Herbert Diemer (* 1953) hatte die Ermittlungen von Beginn an geleitet. Für Zschäpe war Oberstaatsanwältin Anette Greger, für die weiteren Angeklagten Oberstaatsanwalt Jochen Weingarten zuständig. Unterstützt wurden sie von Staatsanwalt Stefan Schmidt.
60 Anwälte vertraten die 95 Nebenkläger. Zu diesen zählten Mehmet Daimagüler, Angelika Lex, und Alexander Seifert. Viele engagierten sich in Zeugenbefragungen und Recherchen, einige vertraten politisch linke oder explizit migrantische Anliegen, andere bemühten sich um eine Beschleunigung des Verfahrens. Im Oktober 2015 wurde bekannt, dass ein vermeintliches Opfer des Kölner Nagelbombenanschlags, das als Nebenklägerin durch Rechtsanwalt Ralph Willms vertreten worden war, nicht existiert; er wurde zur Rückzahlung von über 211.000 Euro an die Justizkasse verurteilt und wegen Betrugs angeklagt. Im Januar 2018 zog sich die Schwester Süleyman Taşköprüs als Nebenklägerin aus dem Verfahren zurück, weil ihre Vertreterin im Plädoyer institutionellen Rassismus der Ermittlungsbehörden bestritten und die Beweislage gegen Ralf Wohlleben als nicht ausreichend bezeichnet hatte.
Von Nebenklagevertretern wurden 154 Anträge gestellt, die teils zu wesentlichen Erkenntnissen führten. Zahlreiche Anträge zur Rolle der Ämter und Behörden wurden abgelehnt, auch der zu den Aktenvernichtungen in den NSU-Fachdezernaten. Daher wurde dem Richter Götzl vorgeworfen, er habe die tiefergehende Untersuchung der Rolle von Behörden erfolgreich unterbunden.

### Verteidiger
Die fünf Angeklagten wurden durch zunächst elf, später vierzehn Verteidiger vertreten. Zschäpe hatte zunächst drei Pflichtverteidiger, die Rechtsanwälte Wolfgang Heer, Wolfgang Stahl und Anja Sturm. Heer und Stahl verteidigten Zschäpe seit Beginn des Ermittlungsverfahrens, Sturm kam Mitte 2012 zunächst als weitere Wahlverteidigerin hinzu und setzte zusammen mit Stahl ihre Mitwirkung auch fort, als die Bundesanwaltschaft im November 2012 einen von Heer unter Verweis auf die Komplexität des Verfahrens angeregten Antrag auf zwei weitere Pflichtverteidiger abgelehnt hatte. Stahl und Sturm wurden im Dezember 2012 zu weiteren Pflichtverteidigern bestellt. Nach dem Bruch mit ihren bisherigen Anwälten und 215 Verhandlungstagen wurde Beate Zschäpe im Juli 2015 zusätzlich der in München zugelassene Rechtsanwalt Mathias Grasel beigeordnet, der sie zuvor bereits beraten hatte. Im Dezember 2015 kam Grasels Kanzleikollege Hermann Borchert als fünfter (Wahl-)Verteidiger hinzu. Die „fragile Konstruktion“ zwei nebeneinander arbeitender Verteidigerteams ließ das Verfahren immer wieder stocken (siehe Verteidigerkrise).
Wohlleben wurde von Wolfram Nahrath, Olaf Klemke und Nicole Schneiders vertreten, die als Anwälte der rechten Szene bekannt sind und das im Verfahren unterstrichen, etwa mit Beweisanträgen zum angeblichen Mord an Rudolf Heß oder zur demographischen Feststellung des angeblich drohenden „Volkstods“ der Deutschen durch Überfremdung. Insbesondere Klemke profilierte sich im Lauf des Verfahrens. Die weniger prominenten Verteidiger der Angeklagten Eminger, Gerlach und Schultze nahmen zurückhaltender Einfluss. Im März 2018 scheiterte Eminger mit dem Versuch, sich den rechten Szene-Anwalt Björn Clemens als dritten Pflichtverteidiger zuordnen zu lassen, im April präsentierte er mit Daniel Sprafke kurzzeitig einen weiteren Verteidiger.

### Journalistenakkreditierung
Bei der Akkreditierung von Journalisten war der Vorsitzende Richter Götzl zunächst nach dem Windhundprinzip vorgegangen, woraufhin die 50 Presseplätze bald vergeben und keine ausländischen, insbesondere türkischen Medienvertreter für den Prozess zugelassen waren. Das Bundesverfassungsgericht entschied wegen der besonderen Bedeutung des Prozesses, dass die Plätze im Losverfahren neu zu vergeben seien. Deshalb wurde der Prozessbeginn im April um drei Wochen auf den 6. Mai 2013 verschoben. Insgesamt waren 927 Journalisten akkreditiert.

### Linke Kundgebung und Neonazi-Aktionen

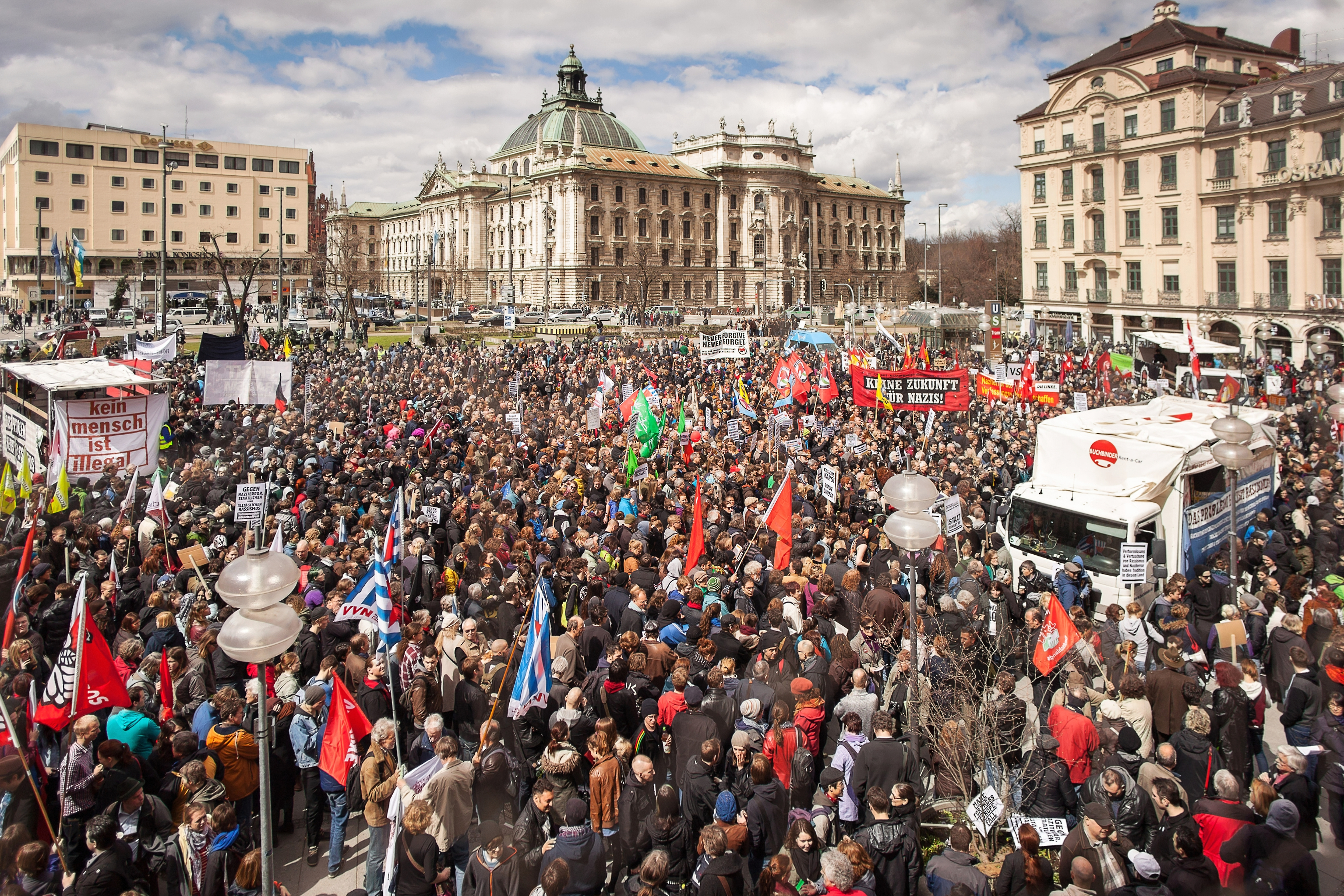
Vor dem Prozess fand im April 2013 in München eine Demonstration gegen Rechtsextremismus und als Zeichen der Solidarität mit den Hinterbliebenen statt (hier auf dem Stachus)

Am 13. April 2013 – vier Tage vor dem ursprünglich geplanten Prozessbeginn – demonstrierten, organisiert von zweihundert linken Gruppen, sieben- bis zehntausend Menschen in München „gegen Naziterror, staatlichen und alltäglichen Rassismus“. Neben einem Überlebenden des Brandanschlags von Mölln sprachen die Witwe des NSU-Mordopfers Theodoros Boulgarides und ihre Nebenklagevertreterin im NSU-Prozess, Angelika Lex. Sie stellten heraus, dass Aufklärung das wichtigste Anliegen der Angehörigen ist. Es handelte sich um die größte antirassistische Demonstration in München innerhalb von zwanzig Jahren.
Am Abend wurde das Gebäude des Bayerischen Flüchtlingsrats mutmaßlich von Neonazis beschädigt. Am 16. April verteilten Neonazis Flugblätter vor dem Justizgebäude, in denen sie Wohllebens Freilassung („Freiheit für Wolle“) forderten und den Prozess als „Schauprozess“ bezeichneten. Für den Inhalt der Flugblätter, in denen Journalisten verunglimpft und die Richter in der Sprache des Nationalsozialismus als „Systemrichter“ bezeichnet wurden, zeichnete das Freie Netz Süd verantwortlich. Nach Prozessbeginn kam es in München zu einer vermutlich rechtsextremen Serie von Sachbeschädigungen, unter anderem auf Lex’ Kanzlei und Einrichtungen der Migrantenhilfe.

## Prozessverlauf

### Überblicksdaten
Die Hauptverhandlung begann am 6. Mai 2013 und war mit einem umfangreichen Akteursgeflecht und Ereignissen befasst, die sich über vierzehn Jahre hingezogen hatten. Die Anklageschrift umfasst 488 Seiten, die Ermittlungsergebnisse der Bundesanwaltschaft 650 Aktenordner. Bis Juli 2014 enthielten die Verfahrensakten über 486.000 Seiten, die ein- bis zweimal monatlich durch teils mehrhundertseitige Ergänzungslieferungen erweitert wurden. Zum Prozessende umfassten die Akten 1200 Ordner.
Die Beweisaufnahme war angesichts der Komplexität der Materie nicht immer linear. Die Gerichtsreporterin Annette Ramelsberger machte folgende Schwerpunkte aus: Im ersten Jahr sei es vor allem um die zehn Morde und zwei angeklagten Sprengstoffanschläge des NSU gegangen, die durch die Anwesenheit und Aussagen der Angehörigen und Opfer geprägt waren. Im zweiten Jahr seien vor allem die möglichen Behördenverwicklungen in den NSU-Komplex, insbesondere des Verfassungsschutzes und der Polizei, in den Blick gekommen. Im dritten Jahr wurde die Beweisaufnahme zu den angeklagten 15 Raubüberfällen abgeschlossen. Ab 2015 verlief der Prozess zunehmend schleppend. Die Beschäftigung mit Zschäpes Verteidigerwechsel, Aussage und anschließender monatelanger schriftlicher Befragung sowie die über ein halbes Jahr dauernde Beschäftigung mit ihrem psychologischen Gutachten sowie zwei Gegengutachten verzögerten das Verfahren. Die anschließende Zeit war von weiteren Beweisanträgen der Verteidiger und Nebenklagevertreter geprägt, während der Senat sein Prozessprogramm abgeschlossen hatte. Nach Einschätzung Ramelsbergers gestatteten die Richter dies, um keinen Revisionsgrund zu liefern.
Insgesamt wurden 541 Zeugen und 46 Sachverständige gehört und 264 Beweisanträge gestellt, davon 154 von Nebenklagevertretern, die teilweise wesentliche Erkenntnisse erbrachten, etwa zur Anwesenheit Zschäpes bei einer Synagogenobservation im Jahr 2000 oder zu ihrer Hilfe bei der Erstellung des dritten Bekennervideos. Viele Anträge wurden abgelehnt, darunter zu den Aktenvernichtungen mit NSU-Bezug. Insgesamt erfolgten 776 Ladungen, bei manchen Personen mehrfach. Von den Ladungen gehen 333 auf die Anklageschrift zurück – im Prozess beantragte die Bundesanwaltschaft keine weiteren Vernehmungen; vom Senat gingen 190 Ladungen aus, von Nebenklägern 33, von den Verteidigern Wohllebens 37, Zschäpes 3 und Emingers 1. Die Verteidiger der anderen Angeklagten stellten keine Anträge. 13 Verfassungsschutz-Mitarbeiter, vor allem aus Thüringen und Hessen, wurden gehört, ebenso 8 V-Personen – auf die Initiative der Bundesanwaltschaft ging die Befragung nur eines V-Manns zurück (Tino Brandt). Abgelehnt wurden Anträge, zwei weitere V-Männer mit engem NSU-Bezug zu laden, nämlich Michael See (Deckname „Tarif“) und Ralf Marschner (Deckname „Primus“). Zu der Jenaer Vorgeschichte des NSU-Trios wurden 43 Personen gehört, zur Chemnitzer Anfangszeit des Abtauchens 23 Personen, zur langen Zwickauer Zeit im Untergrund aber kaum, was NSU-Watch als Ermittlungsfehler bezeichnet; insgesamt 20 Nachbarn des NSU-Trios wurden vernommen, davon 19 aus Zwickau. Bei 310 geladenen Personen ging es direkt um die NSU-Verbrechen, davon 53 zum Nagelbombenanschlag in Köln und jeweils 26 zu den beiden komplexesten und mysteriösesten Morden an Halit Yozgat und Michèle Kiesewetter, während insbesondere andere Morde der NSU-Mordserie – auch mangels Tatzeugen – knapp behandelt wurden. Von den 43 Befangenheitsanträgen gegen das Gericht stellten die Verteidiger Zschäpes 9, diejenigen Emingers 10 und Wohllebens 24; den einzigen erfolgreichen stellten zusätzlich Nebenklagevertreter gegen Zschäpes Gutachter Joachim Bauer. Laut NSU-Watch fielen etwa vierzig Verhandlungstage allein wegen Befangenheitsanträgen aus.

### Aussageverweigerungen, Geständnisse und Beweisführung
Zschäpe, Wohlleben und Eminger machten vor der Hauptverhandlung von ihrem Aussageverweigerungsrecht Gebrauch. Als einziger Angeklagter war Carsten Schultze zu einer umfassenden Aussage bereit. Er gestand am 4. Juni 2013, gemeinsam mit Wohlleben an der Beschaffung einer Schusswaffe des Typs Česká zbrojovka mit Schalldämpfer für Mundlos und Böhnhardt beteiligt gewesen zu sein, wodurch er Wohlleben schwer belastete. Die neun Morde der NSU-Mordserie waren mit einer Waffe dieses Typs begangen worden. Durch die Aussage konnte ein 1999 in Nürnberg verübter Sprengstoffanschlag mutmaßlich Mundlos und Böhnhardt zugeordnet werden, der aus „verfahrensökonomischen Gründen“ nicht im Prozess verhandelt wurde. Der Mitangeklagte Holger Gerlach gestand am 6. Juni 2013, Pässe und einen Führerschein für Zschäpe, Böhnhardt und Mundlos organisiert zu haben. Gerlach gab zu, an seinem Wohnort im niedersächsischen Lauenau 10.000 Euro für das Trio deponiert zu haben. Dafür entschuldigte er sich in einer verlesenen Erklärung. In früheren Vernehmungen hatte er angegeben, Zschäpe als gleichrangigen Teil des Trios wahrgenommen zu haben; sie sei „durchsetzungsstark“ und „kein Typ, der sich unterordnen würde“. Nachfragen ließ er im gesamten Prozessverlauf nicht zu.
Für die weitere Beweisführung war die Anklage weitgehend auf Indizien angewiesen; die Ermittler hatten in wenigen Monaten über 7000 Beweisstücke und über 1000 Zeugenaussagen ausgewertet, was der frühere Generalbundesanwalt Harald Range als „Herkulesarbeit“ bezeichnete und laut Tanjev Schultz fehleranfällig war. Die meisten vor Gericht geladenen Zeugen aus der rechten Szene gaben an, sich an nichts erinnern zu können. Teilweise offenbarten sie, dass sie das Gericht nicht ernst nahmen oder verachteten. Keiner von ihnen wurde dafür durch Ordnungsmittel sanktioniert. Die Sachbeweise wie Bekennervideos und Waffen waren oft ergiebiger. Im nach dem 4. November 2011 von Zschäpe versandten Paulchen-Panther-Video bekannte sich der NSU zwar zu den Mord- und Sprengstofftaten, gab dort allerdings keinen Hinweis auf die Identität der ausführenden Personen. Die Täter hatten an keinem Tatort Fingerabdrücke oder DNA-Spuren hinterlassen und wurden bei den ideologisch motivierten Taten nie beobachtet. Die Zuordnung zu Mundlos und Böhnhardt geschah durch Zeugenaussagen und Asservate. So beobachteten Zeugen im unmittelbaren zeitlichen und räumlichen Zusammenhang verschiedener NSU-Taten zwei hellhäutige und blonde Männer mit Fahrrädern. Für einige Raubüberfälle und für den Keupstraßen-Anschlag zeigen Bilder von Überwachungskameras die Täter (ohne das Gesicht erkennen zu lassen). Im ausgebrannten Wohnmobil und im Schutt der ausgebrannten Zwickauer Wohnung des NSU fanden die Ermittler belastende Gegenstände, darunter die Tatwaffen, teilweise mit DNA-Anhaftungen von Mundlos und Böhnhardt und mit Hülsen und Projektilen, die den Umgang mit diesen Waffen belegen. Zu den Taten befanden sich in der Wohnung Medienberichte (Zeitungsausschnitte, Fernsehmitschnitte) und Ausspähunterlagen (etwa Stadtpläne mit Markierungen und Lageskizzen) sowie eine Hose mit DNA-Spuren Mundlos’ und Blutspritzern Michèle Kiesewetters. Auf Aliasnamen des Trios und seiner Unterstützer wurden Fahrzeuge für die Tatzeiträume angemietet und Mitglieder des Trios von den Vermietern identifiziert.
Da Zschäpe – außer der Brandstiftung am 4. November 2011 in Zwickau – keine eigenhändige Tatbegehung und keine Anwesenheit an den Tatorten nachgewiesen werden konnten, war die rechtliche Bewertung ihrer Rolle umstritten. Die Bundesanwaltschaft stützte ihre Annahme der Mittäterschaft an den NSU-Verbrechen auf Zschäpes Zentralfunktion als „Tarnkappe“ im Hintergrund, insbesondere das Geben von Alibis und das Aufrechterhalten der bürgerlichen Fassade durch alltäglichen Kontakt mit Nachbarn und Außenstehenden sowie die Führung der Finanzen. Daher sei Zschäpe als gleichberechtigtes Mitglied der Terrorgruppe zu werten. Ähnlich war in den Prozessen gegen die RAF argumentiert worden, wenn eine Anwesenheit am Tatort nicht nachweisbar war, auch wenn der Bundesgerichtshof die Legendierung bisher nicht als Fallgruppe der Mittäterschaft anerkannt hat. Der Strafrechtler Claus Roxin äußerte Zweifel an Zschäpes Mittäterschaft; als Kategorie für ihr Verhalten bliebe unterstützende Beihilfe mit zwingender Strafmilderung. Zusätzlich konnte Zschäpes Beteiligung am Führen des Medienarchivs durch Fingerabdrücke, Aufzeichnungen von Fernsehsendungen zu NSU-Taten und Bearbeitungen des Bekennervideos wahrscheinlich gemacht werden – und ihre Teilnahme an der Ausspähung der Berliner Synagoge Rykestraße im Mai 2000, mutmaßlich als potenzielles Anschlagsziel.

### Verteidigerkrise
Am 16. Juli 2014 entzog Zschäpe ihren Verteidigern das Vertrauen. Das Gericht unterbrach den Prozess. Zwei Tage später reichte sie eine schriftliche Stellungnahme nach. Darin waren keine detaillierten Vorwürfe enthalten, die auf ein nachhaltig zerrüttetes Vertrauensverhältnis schließen ließen, weshalb der Prozess fortgesetzt wurde und Zschäpes „Mauer des Schweigens“ zunächst unverändert bestehen blieb. Die Auseinandersetzungen Zschäpes mit ihren Anwälten prägten das gesamte weitere Verfahren.
Am 209. Verhandlungstag im Juni 2015 stellte Zschäpe einen Entpflichtungsantrag gegen die Verteidigerin Sturm. Zschäpe war der Ansicht, dass diese vertrauliche Informationen öffentlich gemacht habe, nicht ausreichend vorbereitet sei, sie „massiv psychisch unter Druck“ gesetzt und wichtige Informationen an die anderen Verteidiger nicht weitergeleitet habe. Sturm wies die Vorwürfe ebenso zurück wie Heer und Stahl. Zschäpe nahm in einem vierseitigen Brief dazu Stellung und erklärte in einem Post Scriptum ihre Bereitschaft, etwas auszusagen, ihre Anwälte hätten aber angekündigt, sie dann nicht weiter zu verteidigen. Die Anwälte widersprachen der Darstellung Zschäpes. Das Oberlandesgericht wies Zschäpes Antrag auf Entpflichtung ab, da eine Störung des Vertrauensverhältnisses nicht hinreichend nachgewiesen sei. Anfang Juli 2015 ordnete das Gericht Zschäpe aber Mathias Grasel als vierten Pflichtverteidiger bei, den der Strafverteidiger Hermann Borchert unterstützte, ab Dezember 2015 als weiterer Wahlverteidiger. Eine Bestellung zum fünften – aus öffentlichen Mitteln bezahlten – Pflichtverteidiger lehnte der Senat im Februar 2016 ab.
Am 20. Juli 2015 beantragten die Verteidiger Heer, Sturm und Stahl ihrerseits die Entpflichtung, weil ihnen „eine ordnungsgemäße Verteidigung“ nicht mehr möglich schien. Bundesanwaltschaft und Nebenklägeranwälte wandten sich gegen die Entpflichtung. Das Oberlandesgericht lehnte den Antrag ab. Am 21. Juli beantragte Zschäpe die Abberufung Heers. Die Staatsanwaltschaft am Landgericht München I teilte am 24. Juli 2015 mit, dass Zschäpe ihre drei Altverteidiger wegen Verletzung von Privatgeheimnissen angezeigt habe. Die Staatsanwaltschaft stellte die Ermittlungen ein, da sie keinen Straftatbestand als erfüllt ansah.
Im Oktober 2015 beantragte Wolfram Nahrath, einer der Verteidiger Wohllebens, die Aussetzung des Verfahrens und die Aufhebung der Untersuchungshaft für seinen Mandanten, da die ordnungsgemäße Verteidigung Zschäpes nicht mehr gewährleistet sei. Zschäpe schloss sich dem Antrag an. Das Oberlandesgericht lehnte den Antrag ab. Heer, Stahl und Sturm seien eingearbeitet, hätten regelmäßig und aktiv an der Verhandlung teilgenommen, auch nach dem Streit im Sommer 2015. Die mangelnde Kommunikation sei unerheblich.

### Einlassungen Zschäpes und Wohllebens
Zschäpe hielt ihr Schweigen zunächst durch und wirkte während der Beweisaufnahme, auch als die Mord- und Sprengstoffanschläge behandelt und die Opferangehörigen mit teilweise emotionalen Appellen gehört wurden, oft unbeteiligt und „unterkühlt bis gefühllos“, so Spiegel Online. Das Schweigen fiel ihr laut einem Gutachten Norbert Nedopils vom April 2015 zunehmend schwerer. Erst am 211. Verhandlungstag im Juni 2015 antwortete sie knapp auf die Frage des Vorsitzenden, ob sie bei der Sache sei.
Am 9. Dezember 2015 äußerte sich Zschäpe durch eine 53 Seiten umfassende, von ihrem Verteidiger Mathias Grasel verlesene Erklärung erstmals im NSU-Prozess. Sie bestritt, an den Morden und Anschlägen beteiligt und NSU-Mitglied gewesen zu sein, der nur eine Idee Mundlos’ gewesen sei. Sie gestand, die Wohnung in Zwickau in Brand gesteckt zu haben, und entschuldigte sich bei den Opfern und Angehörigen. Ihre Aussagen, insbesondere ihre Stilisierung als schwach und abhängig, werden allgemein als wenig glaubwürdig eingeschätzt. Die Bundesanwaltschaft bezeichnete Zschäpes Aussage im Schlussvortrag als „Strategie eines adaptierten Teilschweigens“; die „offensichtlichen Divergenzen zu belastenden Beweismitteln“ indizieren demnach Zschäpes Schuld.
Am 16. Dezember 2015 ließ sich Ralf Wohlleben zur Sache ein. Er selbst verlas eine knapp zweistündige Erklärung, in der er abstritt, die bei den Mordtaten benutzte Pistole beschafft zu haben. Stattdessen beschuldigte er den Mitangeklagten Carsten Schultze, der ihn zu Prozessbeginn belastet hatte. Die anschließende Befragung Wohllebens zog sich bis in den Januar 2016. Auch Wohllebens Aussagen wurden weithin als unglaubwürdig bezeichnet. Zschäpe und Wohlleben beschuldigten einander jeweils nicht und stellten sich als Opfer im laufenden Prozess dar. Wohllebens Aussage, so Annette Ramelsberger, habe eine klare Taktik, sein Auftritt sei geschickt inszeniert. Mehrere – offenbar vorab informierte – Neonazis waren anwesend, unter ihnen der Rechtsterrorist Karl-Heinz Statzberger.
Im Lauf des Jahres 2016 legte das Gericht Zschäpe weitere Fragen vor, die sie schriftlich beantwortete und von ihren Anwälten vorlesen ließ. Am 29. September 2016 verlas sie erstmals selbst eine kurze Erklärung im Gerichtssaal, in der sie ihre Entschuldigung bekräftigte und angab, sich von „nationalistischem Gedankengut“ distanziert zu haben. Die Beobachter waren sich einig, dass Zschäpe formelhaft-abstrakt geblieben sei und „nichts erklärt“ habe.

### Psychiatrisches Gutachten
Der vom Gericht zum psychiatrischen Sachverständigen bestellte Henning Saß, der über weite Strecken der Hauptverhandlung anwesend war, erstattete sein Gutachten über Zschäpe am 17. und 18. Januar 2017. Er bezeichnete die Probandin als „voll schuldfähig“; es gebe keine Hinweise auf eine relevante psychische Störung oder auf suchtartigen Alkoholkonsum. Eine „schwache Persönlichkeit“, wie Zschäpe sie in ihren Einlassungen zu schildern versucht habe, erkenne er nicht. Eher zeichne sie sich durch eine Bereitschaft „zur kämpferischen Selbstbehauptung, zu einer nahezu feindselig durchgehaltenen Beharrlichkeit und zum erfolgreichen Durchstehen massiver zwischenmenschlicher Konfliktlagen“ aus. Sie gebe sich Männern überlegen – was auch durch verschiedene Zeugenaussagen bestätigt worden sei – und habe eine „Tendenz zu Dominanz, Härte, Durchsetzungsfähigkeit“. Saß empfahl wegen weiter bestehender Gefährlichkeit eine an die Haftstrafe anschließende Sicherungsverwahrung.
Die Verteidiger Zschäpes versuchten, die Schlussfolgerungen des Gutachtens zu erschüttern, unter anderem durch eine Erklärung Zschäpes zu ihrer emotionalen Betroffenheit, die sie nur wegen ihrer früheren Schweigestrategie nicht habe zeigen können. Im März und April 2017 ließen die Altverteidiger eine Methodenkritik an Saß’ Gutachten von Pedro Faustmann vortragen. Die Neuverteidiger brachten ein Gegengutachten Joachim Bauers in den Prozess ein, mit dem Zschäpe, anders als mit Saß, gesprochen hatte. Dieses Gutachten attestierte Zschäpe wegen bisher unbekannter Details aus Kindheit und gewalttätiger Beziehung zu Uwe Böhnhardt eine schwere dependente Persönlichkeitsstörung und dementsprechend eine verminderte Schuldfähigkeit gemäß § 21 StGB. Bauers Gutachten wurde weithin als forensisch unzureichend angesehen. Verwunderung löste aus, dass Bauer der Welt sein Gutachten zur Veröffentlichung anbot und eine „Hexenverbrennung“ Zschäpes beklagte. Auf Antrag mehrerer Nebenklagevertreter und der Bundesanwaltschaft lehnte das Gericht Bauer im Juli 2017 wegen Besorgnis der Befangenheit ab.
Am 18. Juli 2017 ging die Beweisaufnahme nach 373 Verhandlungstagen zu Ende.

### Plädoyers
Die Bundesanwaltschaft begann am 25. Juli 2017 mit ihrem etwa 22-stündigen Plädoyer. Sie erklärte, die Anklage gegen Zschäpe habe sich im Wesentlichen bestätigt; als Gründungsmitglied der terroristischen Vereinigung NSU habe sie sich in Mittäterschaft an deren Taten beteiligt. Als Strafmaß forderte die Bundesanwaltschaft für Zschäpe lebenslange Haft und die Feststellung der besonderen Schwere der Schuld sowie anschließende Sicherungsverwahrung; für Wohlleben beantragte sie zwölf, für Gerlach fünf und für Carsten Schultze drei Jahre Haft. Für Eminger, der bisher auf freiem Fuß war, forderte sie das hohe Strafmaß von zwölf Jahren, woraufhin das Gericht wegen Fluchtgefahr Untersuchungshaft anordnete.
Die Schlussvorträge der Nebenklagevertreter begannen am 15. November 2017 und endeten am 8. Februar 2018. 50 der 60 Nebenklagevertreter planten ihre Plädoyers gemeinsam, die auf mindestens 55 Stunden ausgelegt waren, davon am längsten Mehmet Daimagüler mit fünf Stunden. Mehrere stimmten ihre Vorträge ab, einige Opferangehörige sprachen selbst. Exemplarisch formulierte die Witwe des Dortmunder Kioskbetreibers Mehmet Kubaşık, Elif, in diesem Prozess seien „meine Fragen nicht beantwortet worden“, unter anderem nach möglichen Helfern, der Opferauswahl und der Kenntnis von Behörden. Sie schloss mit dem Satz: „Wir sind ein Teil dieses Landes, und wir werden hier weiterleben“. Die Schlussvorträge machten laut Lotta „die historische Rolle und gesellschaftliche Relevanz“ des Gerichtsverfahrens deutlich, indem sie die Einbettung des NSU in das personelle und ideologische Netzwerk der rechtsextremen Szene beleuchteten und insbesondere die Beschränkung der Bundesanwaltschaft auf das Trio kritisierten. Viele forderten, dass dieser Prozess kein Schlussstrich sein dürfe.
Am 25. April 2018 begannen die Plädoyers der Verteidiger mit den Neuanwälten Zschäpes, Borchert und Grasel. Sie hielten Zschäpe nicht für schuldig, Mittäterin der Morde und Anschläge zu sein, sondern nur an den Raubüberfällen beteiligt und für die Explosion der letzten NSU-Wohnung verantwortlich zu sein, und forderten eine Haftstrafe von höchstens zehn Jahren. Die Verteidiger Schultzes plädierten auf Freispruch, da ihr Mandant keine Vorstellung davon gehabt habe, dass die beschaffte Schusswaffe zur Tötung von Menschen verwendet würde. Die Anwälte Emingers forderten Freispruch, diejenigen Gerlachs eine niedrige Haftstrafe; beide gingen davon aus, dass der NSU nur bis 2007 bestanden habe. Die Anwälte Wohllebens forderten für ihren Mandanten ebenfalls Freispruch und nutzten ihre Schlussvorträge, um nationalsozialistische Propaganda zu verbreiten. Die Plädoyers endeten am 22. Juni 2018 mit denjenigen der Altverteidiger Zschäpes, die diese nur einer einfachen Brandstiftung für schuldig erklärten und die sofortige Entlassung aus der Untersuchungshaft forderten.
Die letzten Worte der Angeklagten am 3. Juli 2018 enthielten laut dem Nebenklagevertreter Peer Stolle „nichts Neues“.

### Urteil
Am 11. Juli 2018 verkündete der Senat das Urteil. Beate Zschäpe wurde als Mittäterin der Morde, Sprengstoffanschläge und Raubüberfälle, wegen Mitgliedschaft in einer terroristischen Vereinigung und wegen schwerer Brandstiftung in Tateinheit mit Mordversuch zu lebenslanger Freiheitsstrafe verurteilt. Das Gericht stellte die besondere Schwere ihrer Schuld fest. Die Annahme der Mittäterschaft stützte es auf Zschäpes großes Eigeninteresse an den NSU-Taten wegen ihrer „ausländer- und staatsfeindlichen“ Ideologie und auf das gemeinsam mit Böhnhardt und Mundlos entwickelte Konzept der Tatbegehung: Bei den ideologisch fundierten Taten sei, um eine größtmögliche öffentliche Wirkung zu erzielen, zunächst auf ein Bekenntnis verzichtet worden, um später durch Selbstbezichtigung zu einem selbstgewählten oder aufgezwungenen Zeitpunkt „das finale Ziel der Anschlagsserie“ zu erreichen, nämlich deren ideologische Ausrichtung zu offenbaren und zugleich durch Wohnungszerstörung weitere Beweismittel zu vernichten. Zschäpe sei während der Taten verabredungsgemäß stets bei der Wohnung geblieben, um im Fall eines Auffliegens diese zur Erreichung des Verbrechensziels notwendigen Schritte einleiten zu können – und habe diese ab dem 4. November 2011 umgesetzt. Daher sei ihr Tatbeitrag „unverzichtbar“ und „nicht untergeordneter Natur“ – laut Tanjev Schultz eine „komplizierte Konstruktion“, die Juristen in Praxis und Forschung noch lange beschäftigen könne.
Die vier als NSU-Helfer Mitangeklagten wurden zu zeitigen Haftstrafen verurteilt. Wohlleben und Schultze erhielten jeweils zehn Jahre Freiheitsstrafe bzw. drei Jahre Jugendstrafe wegen Beihilfe zum Mord in neun Fällen für die Beschaffung der Tatwaffe der Migrantenmorde. Schultze hatte die Übergabe der Ceska-Pistole an Mundlos und Böhnhardt und Wohllebens Tatbeteiligung gestanden. Das Strafmaß für ihn entsprach der Forderung der Bundesanwaltschaft, die seine Aufklärungshilfe und das Schuldeingeständnis positiv wertete. Schultze war der einzige Angeklagte, dessen Reue den Familien der Mordopfer glaubwürdig erschien. Er hatte im Prozess sein „tiefes Mitgefühl“ für das nicht zu ermessende Leid und das Unrecht ausgesprochen, das der NSU den Opfern und ihren Familien angetan habe; „mir fehlen die Worte, um zu beschreiben, wie ich dafür empfinde“. Gerlach wurde wegen Unterstützung der terroristischen Vereinigung NSU zu drei Jahren Freiheitsstrafe verurteilt. Er hatte zugegeben, dem NSU-Trio einmal eine Waffe übergeben und den Untergetauchten mit falschen Papieren geholfen zu haben. Eminger, für den die Bundesanwaltschaft 12 Jahre Gesamtfreiheitsstrafe gefordert hatte, wurde ebenfalls nur wegen Unterstützung der terroristischen Vereinigung NSU zu zwei Jahren und sechs Monaten Freiheitsstrafe verurteilt, weil er der aus Böhnhardt, Mundlos und Zschäpe bestehenden terroristischen Vereinigung NSU in den Jahren 2009, 2010 und 2011 jeweils zwei für ein Jahr gültige Bahncards der Deutschen Bahn verschafft hatte, die auf ihn und seine Ehefrau ausgestellt, indes mit Lichtbildern von Böhnhardt und Zschäpe versehen waren. Im Übrigen wurde Eminger jedoch freigesprochen, namentlich vom Vorwurf der Beihilfe zum versuchten Mord (Sprengstoffanschlag in Köln) und zu den beiden Raubüberfällen in Chemnitz, der daraus resultierte, dass Eminger in diesen drei Fällen das Wohnmobil, mit dem Böhnhardt und Mundlos zum jeweiligen Tatort hin- und von dort zurückfuhren, angemietet und ihnen übergeben hatte, sowie von Vorwürfen im Zusammenhang damit, dass Eminger 2007 Zschäpe zu einer in anderer Sache durchgeführten polizeilichen Zeugenvernehmung begleitet hatte, in der sie sich als seine Ehefrau ausgab, wobei er selbst als Zeuge ihre Falschangaben bestätigte. Zuvor hatte er Zschäpe den Bundespersonalausweis seiner Ehefrau überlassen, mit dem sie sich bei ihrer Einvernahme auswies. Das Oberlandesgericht war allerdings nicht davon überzeugt, Eminger habe bei den drei Wohnmobilübergaben damit gerechnet, dass er die Begehung eines Mordanschlags oder Raubüberfalls fördere, oder es bis zur Beendigung der polizeilichen Zeugenvernehmung Zschäpes für möglich gehalten, er unterstütze eine Vereinigung, deren Zwecke oder Tätigkeit darauf gerichtet seien, Tötungsdelikte oder Sprengstoffanschläge zu begehen.
Eminger wurde mit der Urteilsverkündung am 11. Juli 2018 aus der Untersuchungshaft entlassen, die das Gericht als nicht mehr verhältnismäßig bezeichnete, was Jubel unter im Publikum anwesenden Neonazis hervorrief. Sein Verteidiger hatte ihn als „Nationalsozialist mit Haut und Haaren“ bezeichnet.
Am 17. Juli 2018 entschied das Gericht, auch Wohlleben aus der Untersuchungshaft zu entlassen, da bei der Höhe der Reststrafe keine Fluchtgefahr mehr bestehe.

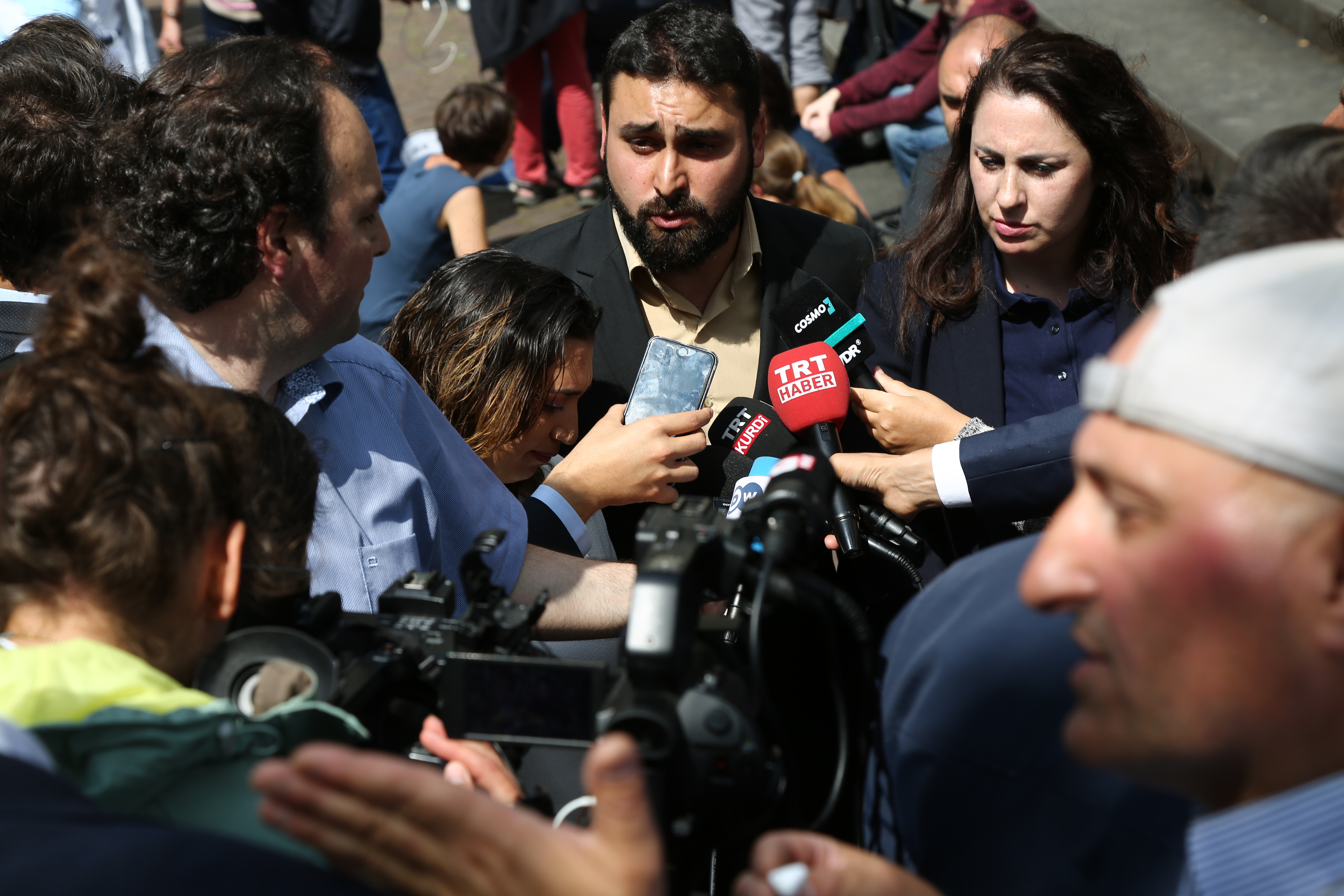
Der Sohn Enver Şimşeks, Abdulkerim, mit seiner Anwältin Seda Başay-Yıldız nach der Urteilsverkündung bei einer Kein Schlussstrich-Veranstaltung in München

Viele Angehörige und Opfer der NSU-Taten zeigten sich enttäuscht, insbesondere über die in ihren Augen unerwartet milden Haftstrafen für Wohlleben und Eminger. Die Gerichtsreporterin Annette Ramelsberger kommentierte, das Urteil hinterlasse den Eindruck, dass Reue sich nicht lohne, aber Schweigen; die Neonazi-Szene feiere das Urteil zu Eminger als ihren Sieg. Dagegen sprach Tanjev Schultz trotz Kritik an Götzls technokratischem Urteil von einer „gewaltige[n] Leistung“; die Opfer seien rehabilitiert und zumindest einige Schuldige festgestellt worden. Das Urteil wurde von Demonstrationen in deutschen und österreichischen Städten begleitet. Etwa 10.000 Menschen forderten unter dem Motto Kein Schlussstrich weiterreichende Aufklärung. Die türkische Regierung übte Kritik am „nicht zufriedenstellenden“ Urteil, da die Behördenverbindungen nicht ausreichend ermittelt worden seien; in der türkischen Presse war das Verfahrensende kein wichtiges Thema. Einige Angehörigenfamilien kündigten an, bereits eingereichte Staatshaftungsklagen weiter zu verfolgen (siehe Nationalsozialistischer Untergrund#Gerichtsverfahren).
Die Verteidiger aller fünf Angeklagten legten Revision gegen das Urteil ein, die Bundesanwaltschaft nur gegen den Teilfreispruch Emingers. Nur insofern hätten die davon betroffenen Nebenkläger ihrerseits Revision einlegen können, worauf sie jedoch verzichteten.
Das Gericht legte das schriftliche Urteil am 21. April 2020 vor – einen Tag vor Ablauf der Frist, die gemäß § 275 StPO entsprechend der Verfahrenslänge 93 Wochen betragen hatte. Das Urteil umfasst 3025 Seiten, die Anlagen 44 Aktenordner. Die Nebenklägervertreter kritisierten in einer gemeinsamen Erklärung, der Senat sei auf den 3025 Seiten der Urteilsbegründung nicht auf das Leid der Opferfamilien eingegangen. Anwälte warfen ihm vor, das Urteil stelle die Beweisaufnahme stark verkürzt dar, negiere das Helfernetzwerk der Rechtsterroristen, verschweige das Versagen der Verfassungsschutzbehörden und zeige kein Interesse, zur Wahrheitsfindung im NSU-Komplex beizutragen.
Das Urteil gegen Schultze erlangte am 17. Januar 2019 als erstes Rechtskraft dadurch, dass der Angeklagte seine Revision zurücknahm. Er trat in der Folge die Haft an.
Mit zwei Beschlüssen vom 12. August 2021 verwarf der 3. Strafsenat des Bundesgerichtshofes (3 StR 441/20) die Revisionen der Angeklagten Zschäpe, Wohlleben und Gerlach, bei Zschäpe unter geringfügiger Änderung des Schuldspruchs: sie sei als Mittäterin im Fall 24 (Morde vom 4. und 6. April 2006 in Dortmund und Kassel) nicht des Mordes in zwei Fällen, sondern zweier tateinheitlicher Fälle des Mordes schuldig (in Tateinheit mit mitgliedschaftlicher Beteiligung an einer terroristischen Vereinigung) sowie im Fall 2 (Überfall auf einen Supermarkt in Chemnitz am 18. Dezember 1998) des versuchten Mordes in Tateinheit mit besonders schwerer räuberischer Erpressung und mit versuchter räuberischer Erpressung (nicht: versuchten Raubes) mit Todesfolge.
Zschäpes Verfassungsbeschwerde gegen das Strafurteil des Oberlandesgerichts München vom 11. Juli 2018, den sie betreffenden Beschluss des Bundesgerichtshofs vom 12. August 2021 und einen weiteren vom 22. September 2021 wurde vom Bundesverfassungsgericht mit Beschluss vom 30. September 2022 (2 BvR 2222/21) nicht zur Entscheidung angenommen.
Im Fall André Eminger wurde am 2. Dezember 2021 eine Hauptverhandlung über die Revisionen des Angeklagten und des Generalbundesanwalts durchgeführt und beide Rechtsmittel sodann mit Urteil vom 15. Dezember 2021 verworfen.

## Rezeption
Der NSU-Prozess ist als wichtigster Strafprozess seit der Wiedervereinigung bezeichnet worden und der größte und kostspieligste, der in Deutschland gegen Neonazis geführt worden ist. Die Gerichtsreporter der Süddeutschen Zeitung sahen das Verfahren in einer Reihe mit den Nürnberger Prozessen, den Auschwitzprozessen und dem RAF-Prozess. Annette Ramelsberger charakterisierte den Prozess als „Tiefenbohrung in die deutsche Gesellschaft“ und „Blick in den Abgrund“; er zeige „ein Panoptikum der deutschen Nachwendezeit mit allen Verwerfungen und allen Fehlern“.
In der juristischen Literatur wurde der Prozess kaum rezipiert; es überwogen kritische Stimmen, die vor einer Emotionalisierung und Politisierung des Strafverfahrens warnten und die Neutralität des Rechts sowie die Rechte der Angeklagten in Gefahr sahen, während Vertreter einer kritischen Rechtslehre das Verfahren im Zusammenhang mit gesellschaftlichen Machtverhältnissen sehen und als Ausgangspunkt für die Forderung, institutionellen Rassismus zum Gegenstand der Rechtswissenschaft zu machen. Die politische Dimension des Falls, der zeitgleich in NSU-Untersuchungsausschüssen behandelt wurde, lasse sich nicht abspalten, zumal die staatlichen Akteure im Verfahren durchaus politische Entscheidungen zu Aussagegenehmigungen oder Akteneinsicht getroffen hätten. Um eine Auseinandersetzung mit dem Rechtsterrorismus zu ermöglichen, sei dieses Strafverfahren sogar besonders geeignet, weil es die Öffentlichkeit besser erreiche als die schwer verständlichen parlamentarischen Untersuchungen.
Die Verhandlungsführung des Vorsitzenden Richters Götzl, der als akribisch und impulsiv charakterisiert wurde, sorgte zu Beginn für Kritik, da ihm bei der Vergabe von Medienplätzen und der Befragung von Opferangehörigen mangelnde Sensibilität vorgeworfen wurde. Im Lauf des Prozesses nahm der Respekt für seine Gründlichkeit unter anderem bei Zeugenvernehmungen und für seine Autorität im Gerichtssaal zu. Zudem öffnete er das Verfahren gemäß den Forderungen der Nebenklage für die Ausleuchtung von Behördenverhalten und Neonazi-Netzwerken. Das spiegelte sich in den Plädoyers der Nebenklage nicht wider; zahlreiche nicht untersuchte Aspekte und Details bei Geheimdienst und Polizei erlaubten die Annahme, dass man dort mehr über die Neonazi-Terroristen wusste, als diese zugeben wollten. Vermutlich hätten die staatlichen Behörden sogar Anschläge und Morde verhindern können; so die zentralen Thesen vieler Nebenkläger, welche die Anwältin Antonia von der Behrens mit zahlreichen Details unterfütterte. Zudem wurde die Behandlung der anfänglichen drei Anwälte Sturm, Stahl und Heer durch die Medien kritisiert.
Der Hinweis des Bundesgerichtshofs, dass das NSU-Urteil mit seinen 3025 Seiten schon ein wenig ausufernd geraten sei, könnte als Kritik an der akribischen Verhandlungsführung des Richters Götzls gewertet werden. Er war ab Dezember 2018 Vizepräsident (Besoldungsgruppe R 4) des gerade wieder eingerichteten Bayerischen Obersten Landesgerichts und ging im Dezember 2020 in den Ruhestand.
Die Ermittlungen und Verhandlungsführung der Bundesanwaltschaft wurden kritisiert, da sie sich früh auf die Drei-Täter-Theorie festgelegt und lokale Netzwerke mit Rechtsextremen sowie Verwicklungen mit Behörden und ihren V-Personen weitgehend ausgeblendet habe. Weitergehende Ermittlungen und Akteneinsicht habe sie verweigert. Dagegen wandte die Bundesanwaltschaft ein, sie habe sich auf ihren Auftrag beschränkt, solche Taten zur Anklage zu bringen, die strafrechtlich relevant seien. Der Nebenklagevertreter Alexander Kienzle kritisierte, mit ihrer Beschränkung schaffe die Bundesanwaltschaft eine forensische Wahrheit mit Auswirkungen auf Folgeprozesse. Im Rahmen der Schlussvorträge debattierten Gerichtsreporter den Sinn der Nebenklage. Während Gisela Friedrichsen diese als „fünftes Rad am Wagen“ angriff, das die „Balance zwischen Verteidigung und Anklage“ störe und keinen Einfluss auf das Urteil habe, verteidigte Frank Jansen sie gegen den Vorwurf der Verzögerung: Sie hätten viel beigetragen; „Liberalität und langer Atem“ seien erhaltenswerte Elemente des Rechtsstaats. Vermittelnd sprach Annette Ramelsberger davon, die Nebenklagevertreter würden als „Sand im Getriebe“ wahrgenommen und brächten eine weitere, teils aggressive Front in das Verfahren ein, aber auch wichtigste Beweismittel. Die Nebenklage im NSU-Prozess sei auch nicht überdimensioniert gewesen.
Die Berichterstattung der Medien war durch die lange Dauer und Komplexität des Verfahrens beeinträchtigt. Zu Beginn des Prozesses dominierten laut Nanett Bier oberflächliche bis diskriminierende Begriffe wie „NSU-Show“ oder „Zschäpe-Braut“. Durch die Fixierung auf die Person Zschäpe sah Hans Leyendecker die Gefahr, die eigentlichen Skandale zu ignorieren. Als beispielhaft für genaues Hinsehen führte die Medienwissenschaftlerin Tanja Thomas den NSU-Prozess-Blog bei Zeit Online und NSU-Watch an. Insgesamt sei aus den Sprachmustern der ersten Wochen gelernt worden, wie Reflexionen der Journalisten und eine Sensibilisierung gegenüber den Opferangehörigen zeigten. Dagegen befand eine linguistische Analyse, dass sowohl Akteure des Prozesses als auch dessen Berichterstatter die Wir/Ihr-Dichotomie sprachlich weiterführten, die die Betroffenen vor der NSU-Selbstenttarnung kriminalisiert und ausgegrenzt hatte. In Griechenland wurde der Prozess wegen des zeitgleichen Verfahrens gegen die Partei Goldene Morgenröte verstärkt wahrgenommen; in türkischen Medien nahm das anfänglich große Interesse ab und wurde weitgehend durch Spekulationen über einen tiefen Staat in Deutschland verdrängt.
Laut Tanjev Schultz ermüdete der Prozess Außenstehende schnell und ließ sie die Frage stellen, ob er die großen materiellen wie psychischen Kosten wert sei. Özlem Topçu und Frank Jansen erklärten das versiegende Interesse der Öffentlichkeit nach dem Erlöschen der anfänglichen „Strahlkraft“ einerseits mit der langen Dauer, sodass die Spannung nicht habe aufrechterhalten werden können. Andererseits wiesen sie auf das veränderte gesellschaftliche Klima durch die Flüchtlingskrise in Deutschland 2015/2016 und die Verschiebung des Diskurses nach rechts hin. Jana Hensel resümierte, der Prozess sei schon durch die Wahl des Gerichtsorts eine „Leerstelle in der Betrachtung des Ostens“: Die Medien hätten sich auf die Westperspektive beschränkt; für den medial und politisch marginalisierten Osten sei das Verfahren aus dem Blickfeld geraten – „und vielleicht war es dem Osten ganz recht“. Frank Jansen beschrieb die Länge des Prozesses als Tortur insbesondere für die Opfer und Angehörigen der NSU-Taten, Annette Ramelsberger wies darauf hin, dass mit der geringer werdenden Konzentration in der Öffentlichkeit Erkenntnisse in Vergessenheit gerieten und Verschwörungstheorien zum NSU-Komplex die Oberhand zu gewinnen drohten. Dem entgegnete Heribert Prantl, dass der Rechtsstaat mit seiner gründlichen Wahrheitsfindung Zeit brauche.

## Film und Hörfunk
- Das Süddeutsche Zeitung Magazin veröffentlichte zu jedem der sechs Prozessjahre gekürzte Wortprotokolle und ließ diese für die ersten vier Jahre von Schauspielern in Filmen einsprechen.[129]
- Freies Sender Kombinat Hamburg strahlte bis 2017 üblicherweise wöchentlich die Radioserie Ein Prozeß – Ein Land – Keine Gesellschaft – Viel NSU aus.[130]
- Fatih Akins Spielfilm Aus dem Nichts von 2017 verarbeitet fiktionalisiert einen Mordanschlag durch Rechtsextreme und ist vom NSU-Prozess inspiriert, den Akin dreimal besuchte.[131]
- Jan Bonny behandelt im Spielfilm Wintermärchen von 2018 eine dreiköpfige rechte Terrorzelle und verarbeitet darin seinen Eindruck aus Besuchen des NSU-Prozesses, die „Monstrosität“ des NSU sei bisher „nicht ausreichend künstlerisch gefasst“ worden.[132]
- Zum Prozessende wurden Dokumentarfilme veröffentlicht:
  - Eva Müller: Heer, Stahl und Sturm. Die Zschäpe-Anwälte. WDR, 2018.[133]
  - Der NSU-Prozess und die Opfer: Das lange Leiden der Angehörigen. Bayerischer Rundfunk, 2018.[134]
  - NSU – Der Prozess. ZDFzeit, 2018.[135]
- Am 19. und 20. Februar 2021 brachten alle Kulturwellen der ARD und der Deutschlandfunk die Ursendung des von Bayern 2 produzierten 24-teiligen 12-stündigen Dokumentarhörspiels Saal 101, das auf Protokollen der ARD-Gerichtsberichterstatter beruht.
  - Katarina Agathos, Julian Doepp, Katja Huber, Ulrich Lampen (Bearbeitung): Saal 101. Dokumentarhörspiel zum NSU-Prozess. Mit Bibiana Beglau, Katja Bürkle, Florian Fischer, Martina Gedeck, Gonca de Haas, Ercan Karacayli, Barbara Nüsse, Michael Rotschopf, Thomas Schmauser, Thomas Thieme. Im Original-Ton: Holger Schmidt, Tim Aßmann, Ina Krauß. Beratung: Holger Schmidt, Tim Aßmann, Ina Krauß. Komposition: Jakob Diehl und Sven Pollkötter. Regie: Ulrich Lampen. 24 Teile. Zweitveröffentlichung: 12 Audio-CDs. Der Hörverlag. München. 2021. ISBN 978-3-8445-3938-7 und in der ARD-Audiothek sowie in der Deutschlandfunk-Audiothek (abgerufen am 21. August 2021).[136]